# 歐洲大學協會
歐洲大學協會（英語：European University Association，縮寫：EUA）代表並為超過850所座落於47個國家內的大學提供一個高等教育及研究的合作和交換的平台。協會的成員包括歐洲之研究及教學大學、各國之校長協會、及各國活躍於高等教育和研究的機構。歐洲大學協會的總部位於比利時布魯塞爾。

## 外部連結
- 歐洲大學協會 （页面存档备份，存于）